# 多哥经济
多哥經濟數據表現不佳，國際貨幣基金組織將多哥列為世界上十個最不發達國家之一。該國政局不穩定、商品價格下跌和外債等因素導致發展受阻。雖然工業和服務業有一定的發展，但經濟始終依賴於自給農業，工業化和區域銀行業遭受重大挫折。

## 農業
大多數多哥人依賴於自給農業。其農產品包括咖啡、可可、棉花、山藥、木薯、玉米、豆類、大米、珍珠粟、高粱和魚類等牲畜。糧食和經濟作物生產僱傭了大部分勞動力，對國內生產總值(GDP)的貢獻率約為 42%。咖啡和可可傳統上是出口的主要經濟作物，但棉花種植在1990年代迅速增加，1999 年產量達到173,000公噸。
2001年，該國經歷了災荒，糧食產量大幅降低。之後，經濟作物產量在2002年回升至168,000公噸。儘管一些地區降雨不足，但多哥政府已經實現了糧食作物自給自足的目標。農場的平均面積為一到三公頃。

## 產業
在工業領域，磷酸鹽是多哥最重要的商品，該國估計擁有6000萬噸磷酸鹽儲量。產量從1997年的 270萬噸的高點下降到2002年的約110萬噸。產量下降的部分原因是易於開采的礦床枯竭和缺乏新投資資金。多哥還擁有大量石灰石和大理石礦床。
受20世紀70年代中期商品繁榮導致磷酸鹽價格上漲四倍和政府收入大幅增加的鼓舞，多哥開始了一項過於雄心勃勃的基礎設施投資計劃，同時在製造業、紡織業追求國有企業的工業化和發展。然而，隨著世界大宗商品價格下跌，其經濟背負著財政失衡、大量借貸和無利可圖的國有企業。
雖然多哥本身不生產原油，但它與尼日爾三角洲附近售賣盜竊來的石油的非法市場同名，該市場被稱為多哥三角。截至2002年秋季，多哥拖欠世界銀行1500萬美元，欠亞行300萬美元。
多哥是西非國家經濟共同體(ECOWAS)的16個成員之一。多哥還是西非經濟和貨幣聯盟(UEMOA)的成員，該聯盟由七個使用非洲金融共同體法郎的西非國家組成。與UEMOA有關聯的西非開發銀行( BOAD) 總部設在洛美。多哥長期以來一直是區域銀行業中心，但這一地位已被1990年代初期的政治動盪和經濟衰退所削弱。從歷史上看，法國一直是多哥的主要貿易夥伴，其他歐盟國家對多哥的經濟幫助也很重要。美國與多哥的貿易總額每年約為1600萬美元。